# Хрватска на Светском првенству у атлетици на отвореном 2023.
Хрватска је на 19. Светском првенству у атлетици на отвореном 2023. одржаном у Будимпешти од 19. до 27. августа учествовала шеснаести пут, као самостална држава. Репрезентацију Хрватске представљало је 9 такмичара (4 мушкарца и 5 жена) који су се такмичили у 8 дисциплина (4 мушке и 4 женске).,.
На овом првенству представници Хрватске нису освојили ниједну медаљу. У табели успешности према броју и пласману такмичара који су учествовали у финалним такмичењима (првих 8 такмичара) Хрватска је са 2 учесника у финалу делила 54. место са 6 бодова.
| Плас. | Земља    | 1. место | 2. место | 3. место | 4. место | 5. место | 6. место | 7. место | 8. место | Бр. финал. | Бод. |
| ----- | -------- | -------- | -------- | -------- | -------- | -------- | -------- | -------- | -------- | ---------- | ---- |
| =54   | Хрватска | 0        | 0        | 0        | 0        | 1        | 0        | 1        | 0        | 3          | 6    |

## Учесници
| Мушкарци: - Марино Блоудек — 800 м - Филип Правдица — Скок удаљ - Филип Михаљевић — Бацање кугле - Мартин Марковић — Бацање диска | Жене: - Бојана Бјељац — Маратон - Јана Кошчак — Скок увис - Сандра Перковић — Бацање диска - Марија Тољ — Бацање диска - Сара Колак — Бацање копља |

## Резултати

### Мушкарци
| Атлетичар       | Дисциплина   | Лични рекорд | Квалификације | Квалификације | Полуфинале           | Полуфинале           | Финале               | Финале       | Детаљи |
| Атлетичар       | Дисциплина   | Лични рекорд | Резултат      | Место         | Резултат             | Место                | Резултат             | Место        | Детаљи |
| --------------- | ------------ | ------------ | ------------- | ------------- | -------------------- | -------------------- | -------------------- | ------------ | ------ |
| Марино Блоудек  | 800 м        | 1:46,38      | 1:46,63       | 7. у гр. 4    | Није се квалификовао | Није се квалификовао | Није се квалификовао | 26 / 60 (61) |        |
| Филип Правдица  | Скок удаљ    | 8,09         | 7,74          | 13. у гр. А   |                      |                      | Није се квалификовао | 23 / 37 (39) |        |
| Филип Михаљевић | Бацање кугле | 21,94 НР     | 21,10 кв      | 4. у гр. А    | 21,57                | 7 / 35 (37)          |                      |              |        |
| Мартин Марковић | Бацање диска | 65,69        | 61,88         | 13. у гр. А   | Није се квалификовао | 26 / 35              |                      |              |        |

### Жене
| Атлетичарка     | Дисциплина   | Лични рекорд | Квалификације   | Квалификације   | Полуфинале            | Полуфинале   | Финале                | Финале                | Детаљи |
| Атлетичарка     | Дисциплина   | Лични рекорд | Резултат        | Место           | Резултат              | Место        | Резултат              | Место                 | Детаљи |
| --------------- | ------------ | ------------ | --------------- | --------------- | --------------------- | ------------ | --------------------- | --------------------- | ------ |
| Бојана Бјељац   | Маратон      | 2:23:39 НР   | 2:35:49 ЛРС     |                 |                       |              |                       | 33 / 65 (78)          |        |
| Јана Кошчак     | Скок увис    | 1,92         | Није стартовала | Није стартовала |                       |              | Није се квалификовала | Није се квалификовала |        |
| Сандра Перковић | Бацање диска | 71,41 НР     | 65,62 КВ, ЛРС   | 3. у гр. А      | 66,57 ЛРС             | 5 / 37       |                       |                       |        |
| Марија Тољ      | Бацање диска | 64,71        | 58,92           | 8. у гр. Б      | Нису се квалификовале | 18 / 37      |                       |                       |        |
| Сара Колак      | Бацање копља | 68,43 НР     | 55,89           | 9. у гр. Б      | Нису се квалификовале | 23 / 34 (36) |                       |                       |        |